# 游潛
游潛，字用之，江西豐城縣（今屬江西）人。生卒年不詳。明朝詩人、政治人物。

## 生平
弘治辛酉（1501年）江西鄉試第六十四名舉人。国子监铨试第一，官雲南賓州知州。能作詩，頗有作意。著有《夢蕉存稿》四卷，與《夢蕉詩話》二卷，《博物志補》二卷。

## 家族
游弼之子。